# Інскрипція

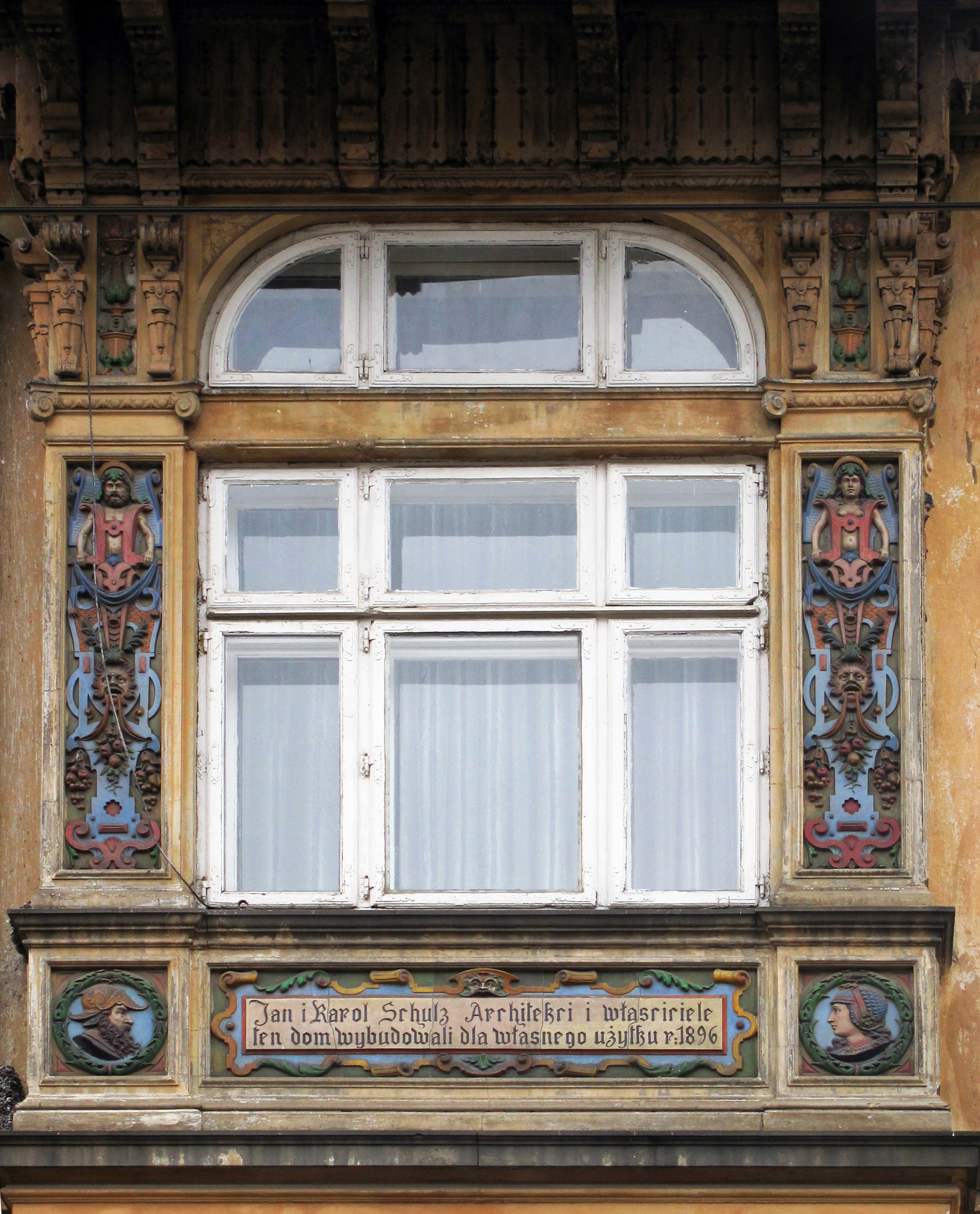
Інскрипція на кахлях, будівельний напис на домі архітекторів братів Шульців у Львові

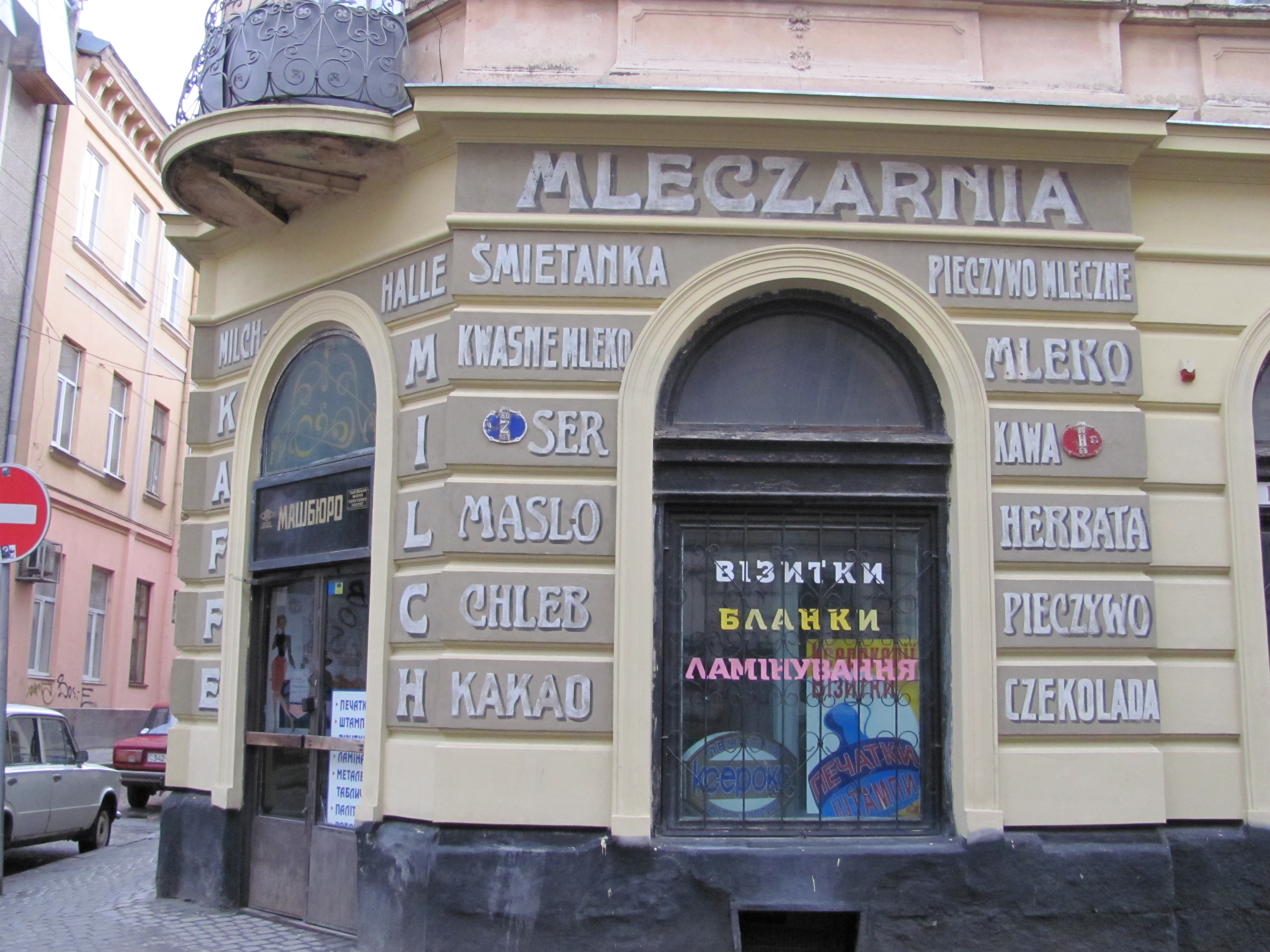
Інскрипція рекламного характеру на стінах житлового будинку у Львові

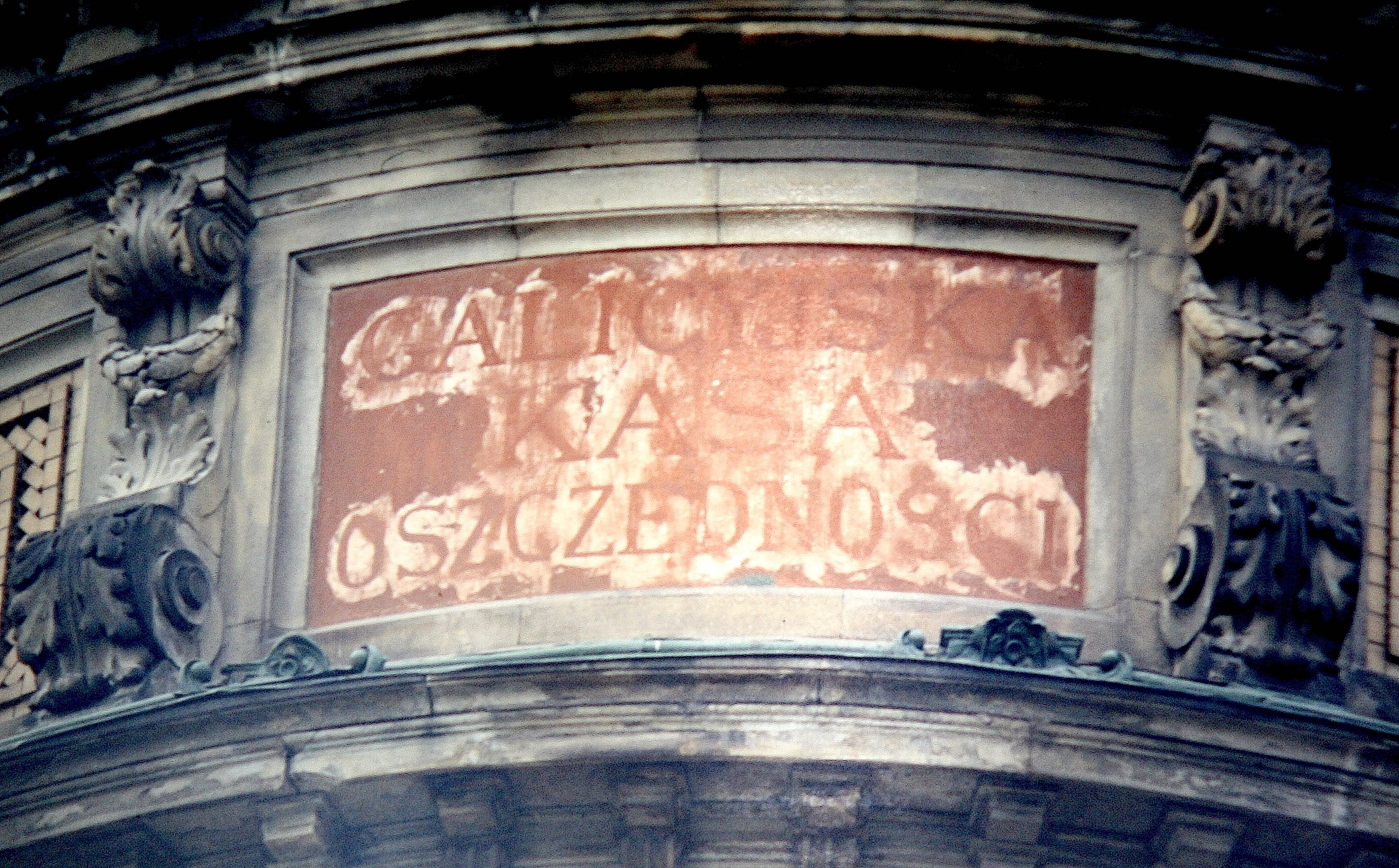
Титульна інскрипція колишньої Галицької ощадної каси у Львові

Інскрипція – це текст на предметі, артефакті чи на будь-якому іншому об’єкті, котрий має певну історичну цінність.
Такого роду тексти є присутні у будь-якій розвинутій писемній культурі. Здебільшого такі тексти зображені на камені (надгробках, колонах), дереві, металі, кахлях, локалізовані у храмах, на житлових будинках, адміністративних спорудах, окремих предметах, зокрема на мечах, печатках, монетах. Часто інскрипції створювалися під час спільних зібрань, зокрема в Китаї, де на зібраннях кланів вироблялася пам’ятна бронзова таблиця, на якій голова спільноти зображував певне повідомлення, адресоване усім членам клану.
Інскрипції використовують до сьогодні, але її значення дещо змінилося. До прикладу, раніше печатка слугувала для ідентифікації особи і її повноважень, а сьогодні вона символізує встановлення авторства чи припустимо приналежність певних предметів, об’єктів тощо до особи, або організації.
З одної сторони вплив інскрипції призвів до того, що текст сам по собі можна розмістити будь-де і звернутися за допомогою нього до будь-кого. З іншого ж боку, текст у співвідношенні з предметом, на якому він зображений, сприймається як повноправний документ і символізує життєву реальність.
Також інскрипцією називають третю частину преамбули умовного формуляру, у якій автор вказує адресата.
Старовинні інскрипції є об'єктом наукового і туристичного інтересу, про що свідчать наукові розробки та путівники на відповідну тематику.